# Libelloides coccajus
Libelloides coccajus là một loài côn trùng trong họ Ascalaphidae thuộc bộ Neuroptera. Loài này được Denis & Schiffermüller miêu tả năm 1775.
Loài côn trùng hiếm này hiện diện ở Pháp, Cộng hòa Séc, Đức, Ý, Tây Ban Nha và Thụy Sĩ. Con trưởng thành đạt chiều dài 25 mm m, với sải cánh dài 45–55 mm và có thể gặp phải từ tháng Tư đến tháng Bảy ở khu vực cỏ cao. Cơ thể là màu đen và khá nhiều lông. Chúng có đôi mắt lồi lớn và râu hình dùi cui dài. Cánh không có vảy và trong suốt, màu vàng sáng ở một phần ba đầu tiên, màu nâu đậm ở bên ngoài. Chúng giữ cánh xoè ra khi đậu giống như chuồn chuồn.

## Hình ảnh

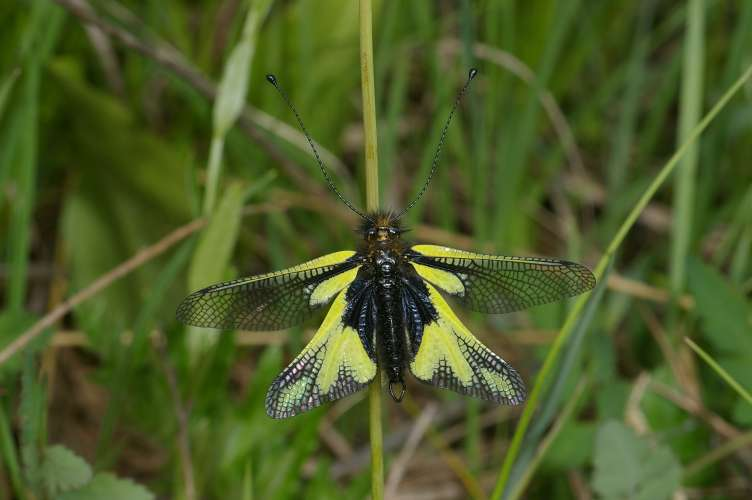
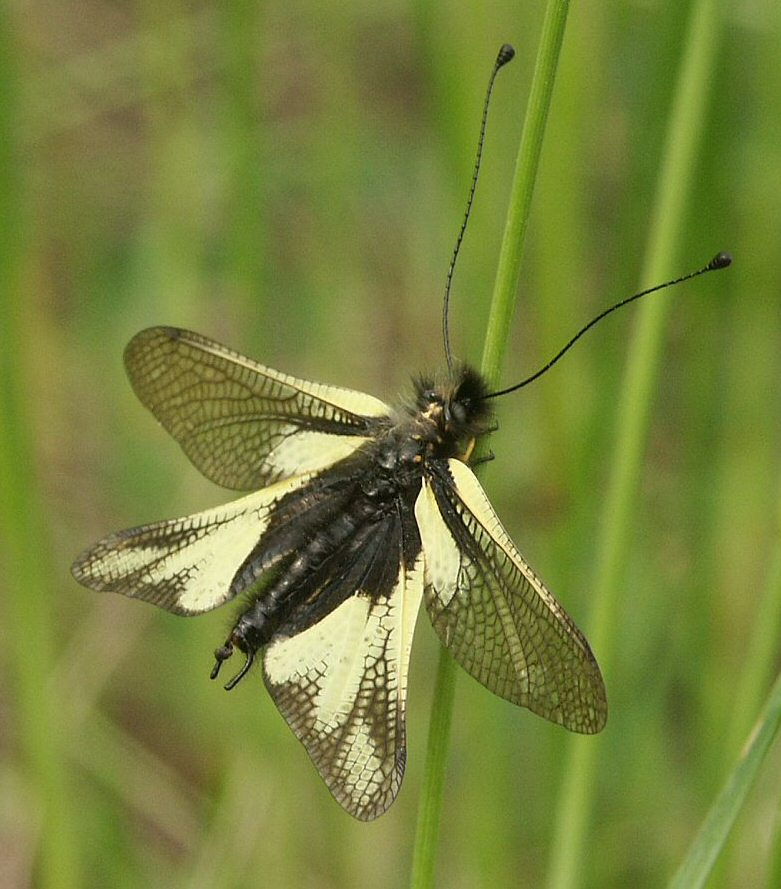
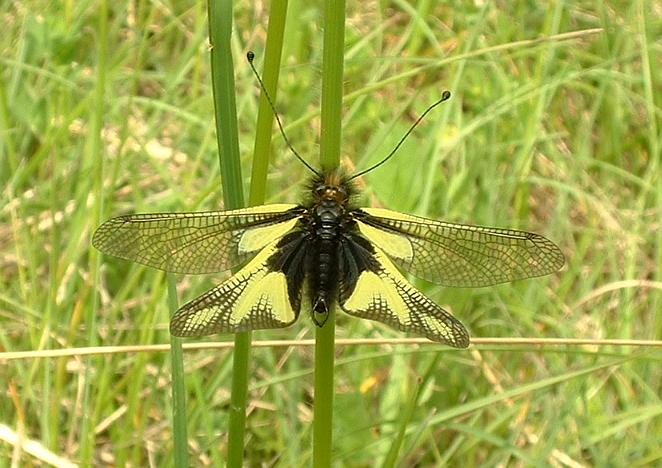
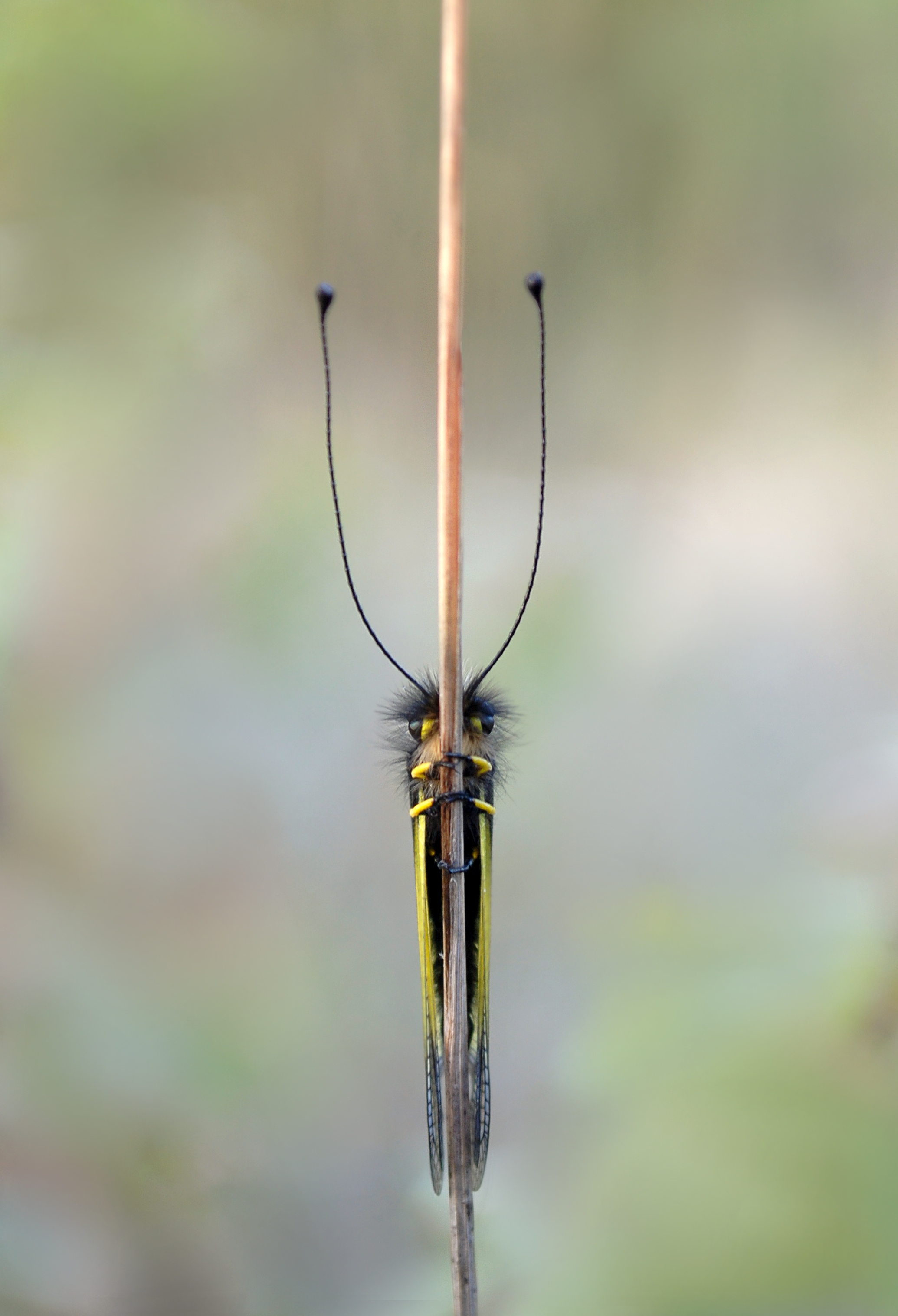